# Первое правительство Фландена
Первое правительство Фланде́на — кабинет министров, правивший Францией с 8 ноября 1934 года по 31 мая 1935 года, в период Третьей французской республики, в следующем составе:
- Пьер-Этьен Фланден — председатель Совета министров;
- Жорж Перно — вице-председатель Совета министров и министр юстиции;
- Пьер Лаваль — министр иностранных дел;
- Луи Морен — военный министр;
- Марсель Ренье — министр внутренних дел;
- Луи Жермен-Мартен — министр финансов;
- Поль Жакье — министр труда;
- Франсуа Пьетри — военно-морской министр;
- Гийом Бертран — министр торгового флота;
- Виктор Денэн — министр авиации;
- Андре Маллярм — министр национального образования;
- Жорж Риволлет — министр пенсий;
- Эмиль Кассет — министр сельского хозяйства;
- Луи Роллен — министр колоний;
- Анри Руа — министр общественных работ;
- Анри Кей — министр здравоохранения и физической культуры;
- Жорж Мандель — министр почт, телеграфов и телефонов;
- Поль Маршандо — министр торговли и промышленности;
- Эдуар Эррио — государственный министр;
- Луи Марен — государственный министр.